# Jean-Paul Boëtius
Jean-Paul Boëtius (Rotterdam, 1994. március 22. –) holland válogatott labdarúgó.

## Pályafutása
2012. október 28-án debütált a Feyenoord csapatában az ősi rivális Ajax csapata ellen és rögtön be is talált a 23.percben a mérkőzés 2-2-es döntetlennel zárult. 2015. augusztus 2-án a svájci Basel négy évre szerződtette. 2017. június 23-án a Feyenoord bejelentette, hogy visszatér a klubhoz és hároméves szerződést írt alá. 2018 augusztusában a Mainz 05 szerződtette négy évre. 2022. augusztus 8-án ingyen csatlakozott a Hertha BSC csapatához, hároméves szerződést írt alá.

## Sikerei, díjai
- Basel
  - Svájci bajnok: 2015–16

- Feyenoord
  - Holland kupa: 2017–18
  - Holland szuperkupa: 2017, 2018